# Leszek Chróst
Leszek Chróst, pseudonim „Sikorski”, „Jan Ski”, „Tramp” (ur. 21 października 1932 w Lesznie) – polski urzędnik, wicedyrektor departamentu w Ministerstwie Przemysłu Maszyn Ciężkich i Rolniczych w okresie PRL. W 1980 skazany na karę śmierci za szpiegostwo na rzecz CIA, a następnie oddany w ręce amerykańskich służb specjalnych w zamian za Mariana Zacharskiego.

## Życiorys
Od 1954 studiował w Szkole Głównej Służby Zagranicznej, przez większość kariery zawodowej pracował w Centrali Handlu Zagranicznego Metalexport. W latach 1961–1965 był pracownikiem Biura Delegata Polskich Central Handlu Zagranicznego w Bangkoku, w latach 1973–1977 kierował delegaturą Metalexportu w Finlandii, następnie był wicedyrektorem departamentu w Ministerstwie Przemysłu Maszyn Ciężkich i Rolniczych.
Leszka Chrósta zwerbowano do współpracy z CIA w 1964, w czasie jego pobytu w Tajlandii. Po podpisaniu zobowiązania przeszkolony został przez amerykańskie służby specjalne. Po powrocie do Polski utrzymywał z Centralną Agencją Wywiadowczą kontakt m.in. poprzez nadawane drogą radiową specjalne, zaszyfrowane depesze, system martwych skrzynek oraz osobiste spotkania z oficerami wywiadu podczas wyjazdów poza granice PRL.

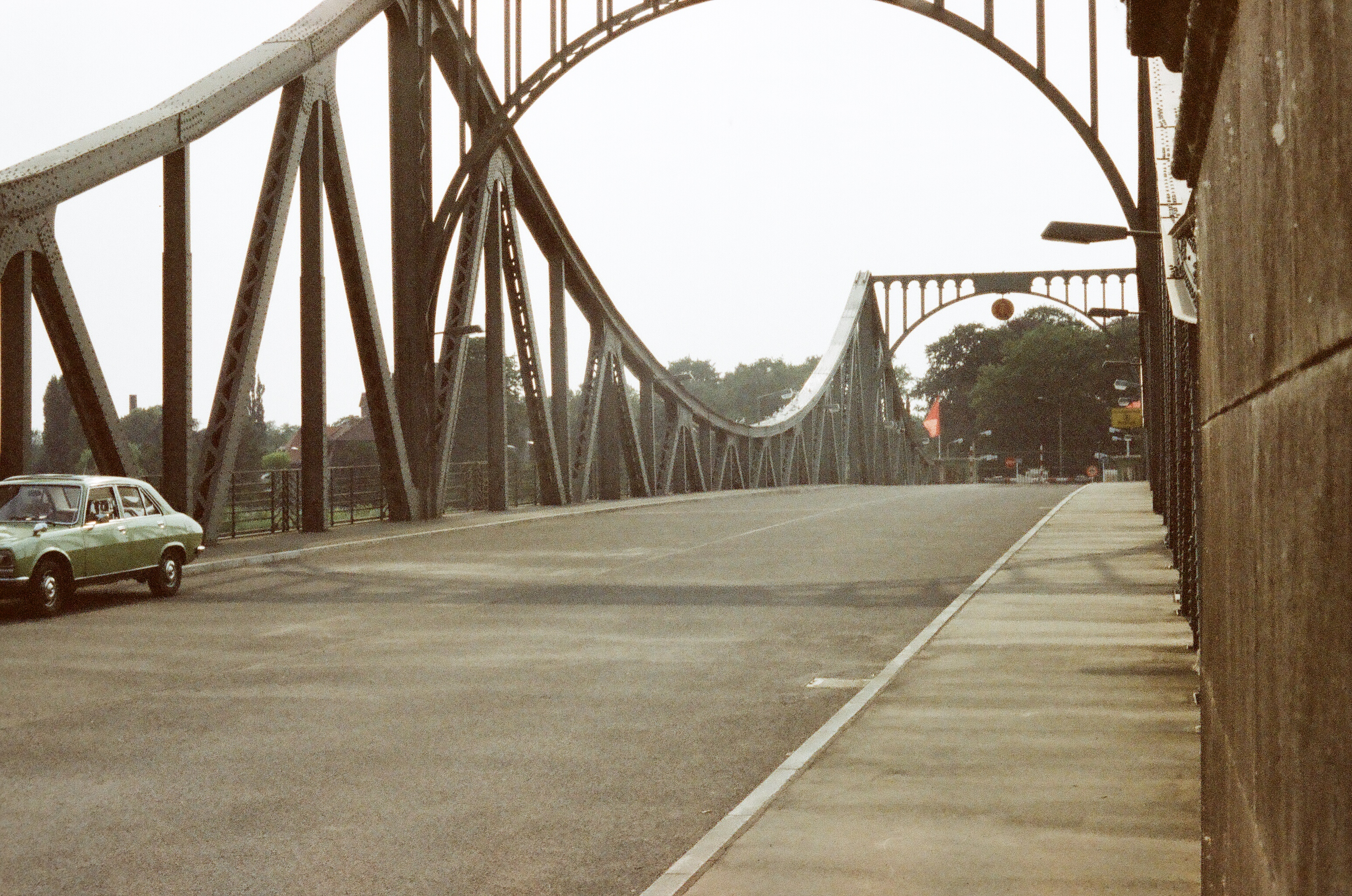
Most Glienicke (widok w 1987)

W 1979 został rozpracowany i 22 czerwca 1979 zatrzymany przez Służbę Bezpieczeństwa. W 1980 został w I instancji skazany na karę 25 lat pozbawienia wolności, a w II instancji wyrokiem Izby Wojskowej Sądu Najwyższego na karę śmierci. W styczniu 1981 został ułaskawiony, w ten sposób, że karę śmierci zamieniono mu na karę 25 lat pozbawienia wolności. 11 czerwca 1985 Leszka Chrósta oddano w ręce Amerykanów w ramach wymiany szpiegów na moście Glienicke w Berlinie (m.in. razem z Bogdanem Walewskim, strona amerykańska wydała m.in. Mariana Zacharskiego). Następnie zamieszkał w USA, pracował w organizacji charytatywnej United Way of America w Baltimore w stanie Maryland.